# Matthias Kostya
Matthias Kostya (* 3. August 1964 in München), eigentlich Matthias Kosteletzky, ist ein deutscher Schauspieler und Musicaldarsteller.

## Leben
Matthias Kostya, Sohn des Radio-Moderators Georg Kostya, absolvierte seine Ausbildung von 1987 bis
1989 an der Neuen Münchner Schauspielschule. Sein erstes Theater-Engagement erhielt er am Stadttheater in Regensburg; weitere Stationen waren das Theater an der Wien, Metropoltheater Hamburg, Stadttheater Klagenfurt, Schlossfestspiele Feuchtwangen, Komödie am Kurfürstendamm Berlin, Raimundtheater Wien, Komödie an der Steinstraße Düsseldorf, Stadttheater Baden Wien, Komödie Dresden, Schlossfestspiele Neersen etc.
Für das Fernsehen entdeckte ihn 1990 Xaver Schwarzenberger für sein Fernsehspiel Die Schwestern. Bundesweit bekannt wurde zwar die fiktive Werbefigur Robert T-Online, hinter dieser vermeintlichen Computeranimation verbarg sich aber in Wirklichkeit der Schauspieler Matthias Kostya.
Der Theaterschauspieler Matthias Kostya spielt unter anderem auch in Musicals wie: Jesus Christ Superstar (Jesus und Judas), Buddy Holly (Titelrolle), Grease (Danny) und Falsettos (Marvin), Elisabeth (Lucheni und Tod), Into The Woods (Bäcker), Das Kinderkrieg-Musical (Robert) sowie am Sprechtheater: Kabale und Liebe (Ferdinand), Dreigroschenoper (Mackie Messer), Die Möve (Kostja), Käthchen von Heilbronn (Graf Wetter vom Strahl), Pygmalion (Prof. Higgins) und 2015 in der Uraufführung Bussi – das Musical (Schorsch).

## Filmografie (Auswahl)
- 1990: Café Europa (Franz Xaver Bogner)
- 1993: Eine unheilige Liebe (Michael Verhoeven)
- 1996–2001: Forsthaus Falkenau, 12 Folgen
- 2000: Altweibersommer
- 2005: La dolce Rita (von Axel de Roche)
- 2008: Der Alte – Ein Mörder in unserem Dorf (von Hartmut Griesmayr)
- 2009: Um Himmels Willen (Uli König)
- 2010: Lindenstraße (Wolfgang Frank)
- 2011: Der Alte – Schleichendes Gift (Uli Zrenner)
- 2011: Die Rosenheim-Cops – Der große Preis von Rosenheim (Gunter Krää)
- 2012: Bloch – Die Lavendelkönigin (Michael Verhoeven)
- 2013: Der Alte – Straflos (Michael Schneider)
- 2013: Let’s go (Michael Verhoeven)
- 2014: München 7 (Franz X. Bogner)
- 2015: SOKO 5113 (Viebrock/Reese)
- 2015: Holy Spirit – Kinofilm (Mike Baran)
- 2018: Nichts zu verlieren (Wolfgang Murnberger)
- 2022: Sturm der Liebe